# 이용문 (군인)
이용문(李龍文, 1916년 1월 22일 ~ 1953년 6월 24일)은 대한민국의 군인이다. 본관은 안악(安岳)이며 법조인 겸 정치인 이건개(李健介)의 아버지이기도 하다.

## 가족 관계
- 아버지: 이기호(李箕浩)
  - 친형: 이용운(李龍蕓, 1914년 5월 29일 ~ 1987년 10월 19일) - 전직 제4대 해군참모총장 및 예비역 대한민국 해군 중장(예비역 해군 장성 제독 출신)
  - 형수: 용선화(龍宣樺)
  - 본인: 이용문(李龍文)
  - 부인: 김정자(金靜子, 1915년 10월 23일 ~ 사망, 1936년 2월 29일 일제 강점기 시대 평안남도(평양)에서 결혼
    - 장남: 이건개
    - 삼남: 이건종

## 학력
- 평안남도 평양고등보통학교 졸업
- 일본 육군사관학교 50기
- 대한민국 육군사관학교 특7기
- 대한민국 국방부 보병학교 졸업

## 생애

### 생애 초반
평양의 부유한 상인 가정 출신으로 당시 수재들의 집합소라 일컬어진 평양고등보통학교를 졸업(1934년)하였다. 졸업 후 잠시 2년 남짓 교사(보통학교 교원)를 하다가 그만두고 일본육군사관학교에 진학하여 1937년 제50기로 졸업 했으며, 기병장교로 임관하여 도쿄 주둔 근위부대인 제1기병연대에 배속되었다. 이후 1942년에는 한국인으로서는 드물게 엘리트 장교들이 배치되는 일본군 참모본부에서 근무했고, 일본군이 태평양 전쟁에 패망할 때는 남방전선의 인도차이나의 사이공전선에 있었다. 당시 계급은 소좌였다.
광복 후에도 베트남에 머물며 다시 베트남을 점령한 프랑스군과 싸우는 호치민의 게릴라에 무기 등 지원활동을 하다가 1947년 귀국했다. 이용문은 귀국 후 일본군 복무에 대한 자책으로 군에 입대하지 않고 해방 후 피폐해진 국가경제를 위해 무역업에 종사할 계획이었으나, 선후배들의 권유로 고사 끝에 1948년 11월에 대한민국 국군에 입대했다. 육군사관학교 특기생으로 들어와 곧바로 소령으로 임관했다가 한 달 뒤에는 중령으로 승진, 초대 기갑연대장에 올랐다.
1949년에 대령으로 진급하고 육군본부 정보국장에 부임하였다. 대북 첩보원의 보고, 귀순자들의 진술, 북 병력의 전진배치, 도하용 주정(舟艇)의 임진강 출현 등 모든 징조가 전쟁을 예고하고 있어 이용문은 남침 위험설을 상부에 여러 번 보고했으나 신통치 않은 반응만 받았으며 이후 옹진지구로 전보를 명 받았다. 이 때 좌익사건에 연루, 계급을 박탈당하고 문관 신분으로 정보국에서 근무하던 박정희와 특별한 인연을 맺었다. 일본육사 기수로는 이용문이 7기 선배이며 나이는 한 살 위이다. 이용문은 활달하고 호방한 성품이었으며 부국강병의 시국관도 비슷하여 박정희의 존경을 받았다.
육군참모학교 부교장을 지낼 때 한국 전쟁이 발발했다.

### 6.25 전쟁과 생애 후반
개전 초 이용문은 연락 겸 독전 요원으로 서울 방어선에 투입됐다. 성북 경찰서에서 약 5백명의 장병을 지휘하며 항전하다 北 전차대의 공격을 받고 부대가 와해되자 부하들과 함께 남산에 숨어서 게릴라전을 전개했으며 김종필 前 총리는 회고록에 '이용문 장군이야말로 서울을 버리지 않고 끝까지 버틴 유일한 지휘관'이라고 밝힌 바 있다. 9.28 수복까지 조선인민군의 점령 하에 있는 동안 행상으로 변복하여 북괴군 동향을 분석하였다. 1951년 6월 준장으로 육군본부 작전교육국장이 되었고, 이 당시 박정희를 차장으로 발탁했다. 전쟁 중 발생한 부산 정치 파동 때는 신태영 국방장관이 "병력을 부산으로 보내 원용덕 장군을 도와주라"고 지시하는 전화를 받자 단호하게 "제가 작전국장으로 있는 한 절대로 파병은 못합니다. 전쟁 중인데 병력을 빼내 정치적 목적으로 사용하는 것도 이적 행위입니다!"라며 야당 제압에 쓰일 것이 확실한 경무대의 병력 차출 명령을 거부했다. 박정희와는 의기투합하여 뒤에 일어난 5·16 군사정변과 유사한 군사 반란을 계획했던 것으로 확인되었다.
그 뒤 제9사단 부사단장으로 현리전투를 지휘하였고 이후 수도사단장으로 수도고지 및 지형능선전투에서 美 제 5포병여단의 화력지원 하에 중공군 제12군 산하 34사단과 35사단의 집요한 인해전술을 물리치고 고지전 공방에 성공하여 휴전협상의 유리한 고지를 점하게 하는 수훈을 세우게 되어 태극무공훈장에 추서되었다.
53년 남부지구경비사령관으로 지리산 일대의 빨치산 토벌 작전을 지휘하였으며, 재임 중 전라북도 남원군에서 비행기 추락사고로 순직했다.
이용문은 순직 때까지 휴전을 반대하였고 끝까지 북진하여 통일을 이루어야 한다고 주장하였다. 이용문은 휴전교섭을 위한 한·미 정치회담에도 확고한 의견과 구체적 방안을 갖고 있었고, 남부지구경비사령관이 된 뒤에도 경비행기를 타고 남원으로부터 수시로 대구에 날아가 육군본부 참모들에게 자기의 소견을 제기하곤 했다. 순직 당일에도 당시 휴전을 앞두고 복잡 미묘한 내외 정세와 국군의 태도에 대한 정책수립에 대해 '휴전반대 방책'을 갖고 악천후 속에 미군 콜린스 대장을 만나기 위해 대구로 날아가다가 순직한 것으로 알려지고 있다.

## 사후
전사한 뒤 육군 소장에 추서되었다. 대한민국 기병대대를 창설한 공적을 기리기 위해 1966년부터 육군사관학교 주관 '이용문장군배 전국승마대회'가 개최되고 있다.

## 참고자료
이용문 탄생 100주년 평전 '젊은 거인의 초상'
|저자=조갑제
|출판사=조갑제닷컴
|날짜=2016-06-10
|확인날짜=2016-06-13
}}
- 이용문(李龍文) - 한국학중앙연구원
- “이용문 소장”. 전쟁기념관. 2008년 4월 21일에 확인함.[깨진 링크(과거 내용 찾기)]